# 3号密西西比州州道

3号密西西比州州道（英語：Mississippi Highway 3，缩写MS3）是密西西比州一条南北走向的州级公路，北起紅木附近接61号美国国道，南至穆尔黑德附近接49号美国国道W支线，全长约119英里（192），途经德索托縣、蒂尼卡縣、泰特縣、帕諾拉縣、奎特曼縣、塔拉哈奇縣、 森弗勞爾縣和亚祖縣以及沃伦县。